# 주아제르바이잔 대한민국 대사관
주아제르바이잔 대한민국 대사관(아제르바이잔어: Koreya Respublikasının Azərbaycan Respublikasındakı Səfirliyi)은 2006년 아제르바이잔 바쿠에 개설된 대한민국 외교부 소속의 대사관이다. 2015년 12월에는 조지아를 관할했던 산하 공관인 주조지아 대한민국 대사관 트빌리시 분관을 설립했으나 2024년 11월을 기해 주조지아 대한민국 대사관으로 승격되면서 폐지되었다.

## 같이 보기
- 주한 아제르바이잔 대사관
- 대한민국의 재외공관 목록
- 아제르바이잔 주재 외국공관 목록
- 대한민국-아제르바이잔 관계
- 곽튜브